# Acanthamoeba
Acanthamoeba — рід амеб класу Discosea. Поширені в ґрунті, прісних та солоних водоймах. Вони є вільноживучими амебами, але за сприятливих умов можуть бути факультативними (необов'язковими) паразитами у тварин, у тому числі і в людини. Вони викликають паразитарну хворобу під назвою акантамебіаз. Хвороба може проявлятися як гранульоматозний амебний енцефаліт, якщо паразит спричиняє запалення мозку, або як акантамебний кератит, якщо виникає запалення рогівки ока.

## Види
- Acanthamoeba astronyxis
- Acanthamoeba castellanii
- Acanthamoeba comandoni
- Acanthamoeba culbertsoni
- Acanthamoeba divionensis
- Acanthamoeba griffini
- Acanthamoeba hatchetti
- Acanthamoeba healyi
- Acanthamoeba jacobsi
- Acanthamoeba keratitis
- Acanthamoeba lenticulata
- Acanthamoeba lugdunensis
- Acanthamoeba mauritaniensis
- Acanthamoeba palestinensis
- Acanthamoeba pearcei
- Acanthamoeba polyphaga
- Acanthamoeba pustulosa
- Acanthamoeba rhysodes
- Acanthamoeba royreba
- Acanthamoeba terricola
- Acanthamoeba triangularis
- Acanthamoeba tubiashi
- Acanthamoeba quina